# Pío Pita Pizarro
Pio Pita Pizarro (Benavente, 5 de maig de 1792 - Sant Sebastià 3 de setembre de 1845) fou un polític i economista espanyol, ministre d'Hisenda durant la minoria d'edat d'Isabel II d'Espanya.

## Biografia
Va estudiar Dret a la Universitat de Santiago de Compostel·la. Quan esclatà la guerra del francès es va allistar al denominat "Batalló Literari". L'abril de 1813, va figurar com a Sotstinent del Batalló d'Infanteria Lleugera, el maig de 1813 assolí el grau de tinent i el setembre de 1822 arribà a Capità d'Infanteria del Regiment de l'Infant Don Antonio. Arribaria a assolir el grau de coronel.
Va donar suport al pronunciament de Rafael del Riego i fou nomenat Secretari de la Capitania General de Castella la Nova en 1822 i oficial de la Secretaria de Guerra, en 1823. L'11 de juny de 1823 participà en l'avortament del pronunciament absolutista de John Downie.
A la mort de Ferran VII d'Espanya fou nomenat secretari en la Subdelegació de Foment a Saragossa (1833), Logronyo (1834), La Corunya (1835) i Barcelona (1836). En 1836 fou elegit diputat al Congrés dels Diputats per Zamora, escó que va revalidar en 1837, 1841 i 1843. De 1837 a 1839 fou senador per Pontevedra.
En setembre de 1836 fou nomenat cap governamental de Madrid, però deixà el càrrec en març de 1837 quan fou nomenat ministre de la governació en el gabinet de Calatrava. En juliol deixà el càrrec, però l'agost fou nomenat aquest cop Ministre d'Hisenda en el gabinet de Baldomero Espartero. Durant el seu curt mandat va intentar fer enrere algunes de les mesures aprovades per Mendizábal. El 6 de desembre de 1838 fou nomenat novament ministre d'Hisenda, càrrec en el qual romandria fins al 10 de maig del següent any, formant part del Govern que presidia Evaristo Pérez de Castro. Va intentar aprovar una llei que reduïa l'autonomia municipal, però el conveni de Vergara de 1839 i l'ascens de Baldomero Espartero frustrarien la seva aprovació.

## Obres
- Lecciones generales de comercio seguidas de una noción o rápida hojeada sobre la historia universal del mismo (Madrid, 1833)
- Memoria sobre la libertad absoluta de comercio y el puerto franco de Cádiz (Madrid, 1834)
- Nuevas consideraciones sobre la libertad absoluta de comercio y puertos francos (Madrid, 1839),
- Del crédito y de los empréstitos públicos, de Giuseppe de Welz (Madrid, 1838)
- Exposición y proyecto de ley sobre el modo de ocurrir a la dotación del culto y del clero (Madrid, 1839)
- Examen económico, histórico-crítico de la Hacienda y Deuda del Estado (Madrid, 1840)
- Conocimiento histórico y estadístico de la Hacienda Pública de Francia (Madrid, 1843)